# Balance commerciale
Pour les articles homonymes, voir balance.
La balance commerciale est la différence, en termes de valeur monétaire (en monnaie nationale), entre les exportations et les importations de biens ou de biens et services (dépend du pays) dans une économie sur une période donnée, généralement, l'année. On parle aussi de solde commercial.
Si l'économie nationale est insérée dans une zone de libre-échange (type Zone euro en Europe, par exemple), l'évaluation du contenu de la balance commerciale peut être faite en monnaie supranationale. C'est ainsi que les États membres de la Zone euro évaluent leurs échanges extérieurs en termes d'euros.

## Définition comptable
La balance commerciale d’un État — ou d'une autre zone géographique ou économique comme l’Union européenne ou la zone euro — est l’élément de comptabilité nationale qui répertorie et résume ses exportations et importations de biens, et de services marchands (on parle de la balance des biens et services). Toutefois, dans certaines nomenclatures, dont la comptabilité nationale française, le terme de balance commerciale est limité aux échanges de biens, hors services.
Les biens et services marchands peuvent comprendre : biens manufacturés, matières premières, produits agricoles (tous inclus dans la balance commerciale), voyages et transport, tourisme, prestations de sociétés de service et de conseil (parfois exclus), etc.
Le solde de la balance commerciale est la différence entre les valeurs des exportations et des importations de biens et de services. Une balance commerciale positive signifie que le pays exporte plus de biens et services qu’il n’en importe : on parle alors d’« excédent commercial » ou de « balance excédentaire ». Quand elle est négative, on parle de « déficit commercial ».
La mesure de la balance commerciale peut être problématique, cela est dû à la difficulté de l’enregistrement de l’ensemble des données commerciales. Une illustration de ce problème est la suivante : quand l’ensemble des déficits et excédents commerciaux sont additionnés, il apparaît que le monde enregistre un excédent commercial avec lui-même, de quelques points. Cela ne peut être le cas, car l’ensemble des transactions correspondent soit à un crédit soit à un débit dans le compte de chaque pays et doivent de ce fait s'équilibrer. Une explication à ce phénomène peut résider dans les transactions pour laver l’argent sale (le blanchiment d'argent), ou d’autres problèmes encore.
| Pour des raisons techniques, il est temporairement impossible d'afficher le graphique qui aurait dû être présenté ici. |
| Sources: Eurostat 2016                                                                                                 |

## Analyse économique

### Causes et facteurs
Les facteurs qui peuvent influencer la balance commerciale sont les suivants :
- les taux de change ;
- la compétitivité des entreprises ;
- les traités de libre-échange ;
- les droits de douane ;
- les barrières non tarifaires à la douane ;
- les délocalisations ou à l'inverse les relocalisations des entreprises nationales.

### Point de vue dulibre-échange
Pour les libéraux, les partisans du libre-échange, un échange commercial est mutuellement profitable aux partenaires, et implique un enrichissement pour les deux ; les mots « excédent » et « déficit » sont donc inappropriés dans la mesure où ils sous-entendent respectivement un enrichissement et un appauvrissement. Ils sont apparus dans le cadre du mercantilisme, doctrine selon laquelle il est préférable d'exporter des biens (acquisition de monnaie contre des biens) plutôt que d'en importer. Ils ont subsisté par tradition et par persistance de la doctrine mercantiliste (notamment via le keynésianisme).
Si ni l'excédent ni le déficit commercial ne sont dangereux pour une économie nationale, ils peuvent cependant être le signe et la cause d’autres problèmes économiques (en cas de déficit : faiblesse de l'industrie, sur-évaluation, ou réévaluation, de la monnaie favorisant les biens importés concernés par la compétitivité-prix par rapport à la production indigène ; ou, inversement en cas d'excédent, sous-consommation ou sous-évaluation de la monnaie permettant aux étrangers d'acheter à bas prix l'outil industriel du pays).
Pour évaluer la situation d’un pays par rapport au reste du monde (évolution de l'épargne et de l'endettement, part de capital détenue par l'étranger ou au contraire à l'étranger…), la balance commerciale ne suffit pas : elle est une composante de la balance courante, elle-même partie de la balance des paiements. Ainsi par exemple un pays très touristique peut avoir une balance commerciale déficitaire et une balance courante positive (si les dépenses des touristes payent plus que l'excès d'importations sur les exportations).
À noter que, pour Frédéric Bastiat, le déficit diminue en période de récession et augmente en période d'expansion.

### Point de vueprotectionniste
Le déficit de la balance commerciale peut représenter un problème pour l'économie de l'État quand il crée du chômage induit. On peut alors chercher à y remédier en menant une politique publique de protectionnisme, en mettant en regard ses avantages et ses inconvénients. Une autre possibilité est de dévaluer sa monnaie, si on en est maître, ce qui a les mêmes effets.

## Données: balances commerciales de l'UE et de quelques pays développés

### Balance commerciale de l'Allemagne
L'Allemagne enregistre depuis 2002 un excédent commercial qui s'accroît. De 1,88 % en 2002 à 8,33 % en 2015. C'est actuellement le 6e pays du monde à ce niveau de croissance (en pourcentage du PIB), derrière la Suisse, l'Irlande, le Danemark, les Pays-Bas et la Norvège.

### Balance commerciale des États-Unis
Les États-Unis ont commencé à avoir un déficit commercial en 1971. Pour les biens seuls, le premier déficit remonte à 1972 et le dernier excédent à 1975.
Le déficit a notablement augmenté à partir de 1998. Durant les années 2000, il passe de 3 à 6 % du PIB.

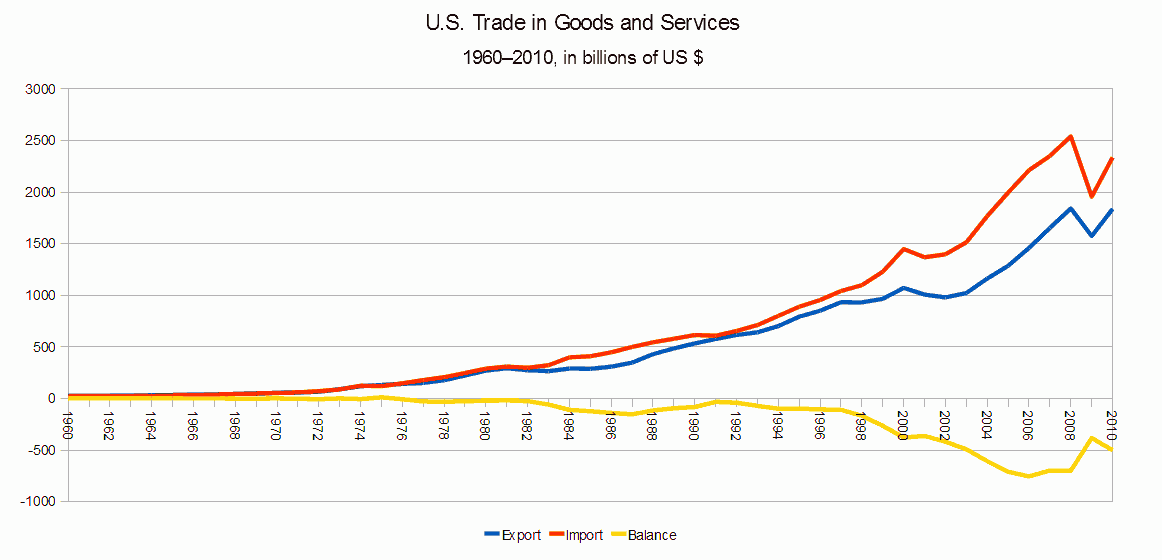
Balance commerciale des États-Unis 1960-2010.
Balance commerciale des États-Unis (de 1960), les nombres négatifs signifient un déficit commercial, c'est-à-dire des importations dépassant les exportations

### Balance commerciale de l'Union européenne

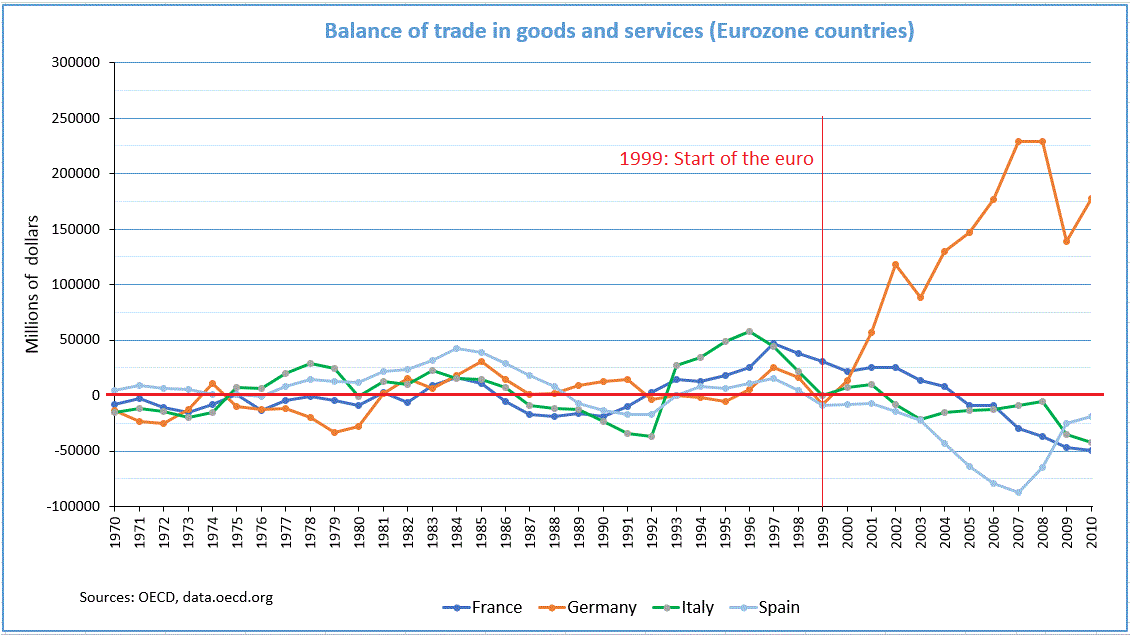
Balance commerciale de quelques pays de l'Eurozone

La compilation des données des balances commerciales des différents États membres ou de la Zone euro ou de l'Union européenne incombe aujourd'hui à l'organisme européen Eurostat.
Dans ce cadre, ne sont considérées que les valeurs des exportations et des importations de biens et de services échangés entre les pays membres de la Zone Euro ou de l'Union européenne d'une part, et l'ensemble des autres pays du monde d'autre part. Ne sont pas comptabilisés les mouvements commerciaux entre les pays de la Zone ou intra-Zone Euro ou intra-zone communautaire.
La balance commerciale de l'Union Européenne est positive et s'établit autour des 3%.
| Pour des raisons techniques, il est temporairement impossible d'afficher le graphique qui aurait dû être présenté ici. |
| |
| |
| Sources: Eurostat |

Si la balance commerciale est proche de l'équilibre, cet équilibre est le résultat de différences qui se compensent :
- l'Allemagne a un fort excédent commercial alors que le Royaume-Uni a un déficit commercial ;
- la France a un déficit commercial avec les partenaires intérieurs à l'UE, mais un excèdent commercial hors UE ;
- l'UE a un excédent commercial avec les EU, mais un déficit commercial avec la Chine[9].

Au niveau de la zone euro, la balance commerciale peut également varier: elle a été en déficit en janvier 2017, alors qu'elle était excédentaire en janvier 2016.
| Pour des raisons techniques, il est temporairement impossible d'afficher le graphique qui aurait dû être présenté ici.                                                                                                |
| Sources : Eurostat Commerce international de l'Eurozone19 - données mensuelles [ei_etea19_m] Extra-zone euro (EA19) Échanges commerciaux en valeur - millions euros - désaisonnalisés et corrigés des jours ouvrables |

### Balance commerciale de la France
Le solde de la balance commerciale française est depuis plus de deux siècles calculé mensuellement par la douane française (Direction générale des Douanes et Droits indirects) ; il ne porte que sur les échanges de biens (marchandises), et non les services (qui prennent une part croissante dans une économie de plus en plus tertiarisée). Le calcul est basé sur les déclarations d'échanges de biens (DEB) pour le commerce avec les autres États-membres de l'UE (27 en 2018) et sur les déclarations en douane (DAU) pour le reste du commerce avec d'autres pays (dits pays-tiers). La collecte statistique porte sur les échanges du mois de référence (mois de publication) et elle est corrigée par des enrichissements relatifs aux mois précédents. Ces statistique sont subdivisées en France continentale (incluant les zones franches du pays de Gex et de la Haute-Savoie), la Corse, les autres îles françaises du littoral, la Principauté de Monaco et les départements d'Outre-mer (DOM). Les territoires d'outre-mer (TOM) n'entrent pas dans le territoire statistique pris en compte par la Douane.
Le calcul du commerce extérieur français applique la méthode dite du « commerce spécial » (ne comptant que les marchandises entrant ou sortant réellement de l'économie nationale et non les marchandises importées puis réexportées en l'état). Dans ce contexte :
- Les importations sont le total de toutes les importations entrant directement dans les circuits de l'économie nationale (destinées à la consommation intérieure directe ou pour ouvraison) et des marchandises retirées d'entrepôts douaniers pour être mises à la consommation[13] ;
- les exportations sont les exportations de marchandises d'origine nationale, c'est-à-dire de marchandises produites ou fabriquées entièrement ou en partie dans le pays, ainsi que les réexportations de marchandises étrangères après ouvraison en France[13].

Le calcul exclut :
- les réparations, l'admission temporaire, l'avitaillement, le placement en entrepôt sous douane de marchandises autres que le pétrole, le transit[13] .
- les flux de certaines marchandises (matériel militaire, l'or monétaire, moyens de paiement et valeurs ayant cours légal, véhicules lanceurs de véhicules spatiaux)[13] ;
- les exportations intracommunautaires d'opérateurs non soumis à l'obligation déclarative statistique pour ces échanges (opérateurs dont le cumul annuel des expéditions - ventes aux partenaires de l'UE - est inférieur au seuil de 460 000 euros)[13].
- les importations intracommunautaires d'opérateurs non soumis à l'obligation déclarative statistique pour ces échanges (opérateurs dont le cumul annuel des acquisitions - achats aux partenaires de l'UE - est inférieur au seuil de 460 000 euros).

Ce solde a été continuellement négatif de 2003 à 2017.
En 2018, le déficit commercial s'est creusé à 59,9 Mds € (milliards d'euros) en raison de l'alourdissement de la facture énergétique ; c'est le déficit le plus élevé depuis 2013. Mais hors énergie, le commerce extérieur des biens s'est amélioré en 2018, le déficit passant de 36,2 Mds € à 32,5 Mds €. Par ailleurs, dans les services, grâce aux recettes tirées du tourisme mais aussi des services aux entreprises, la France dégage un excédent de 28 Mds €, ce qui permet à la balance courante de la France (biens, services et flux financiers) d'afficher un déficit réduit à 0,7 % du PIB.

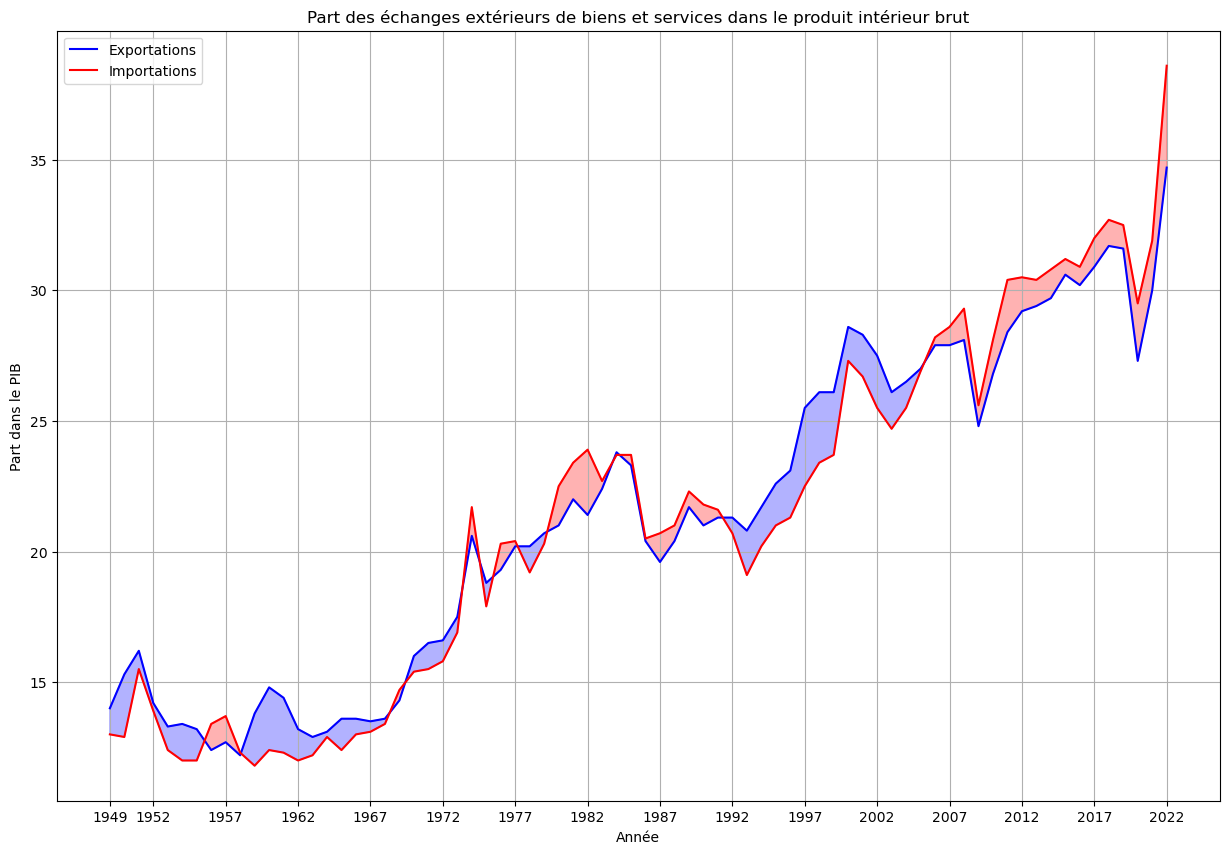
Exportations et importations en % du PIB depuis 1949  - Exportations - Importations - Excédent commercial - Déficit commercial
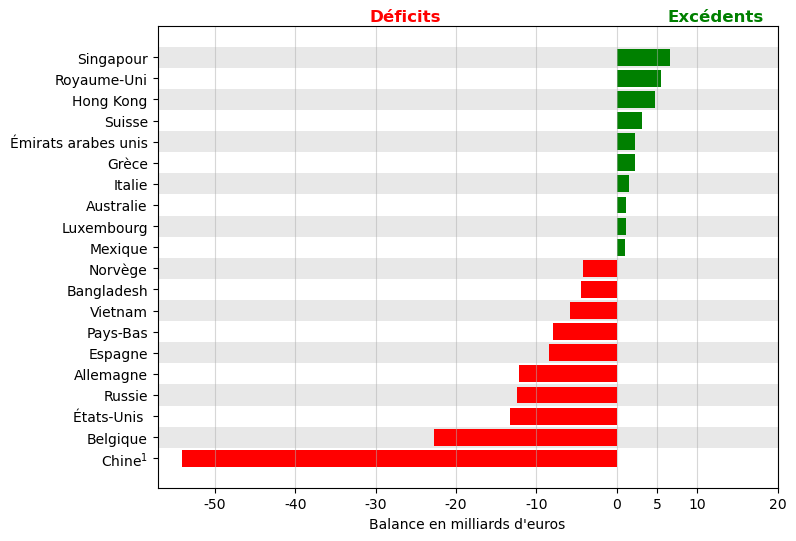
Principaux excédents et déficits bilatéraux de la France en 2022.  - 1 : Chine sans Hong Kong.

### Balance commerciale de la Suisse

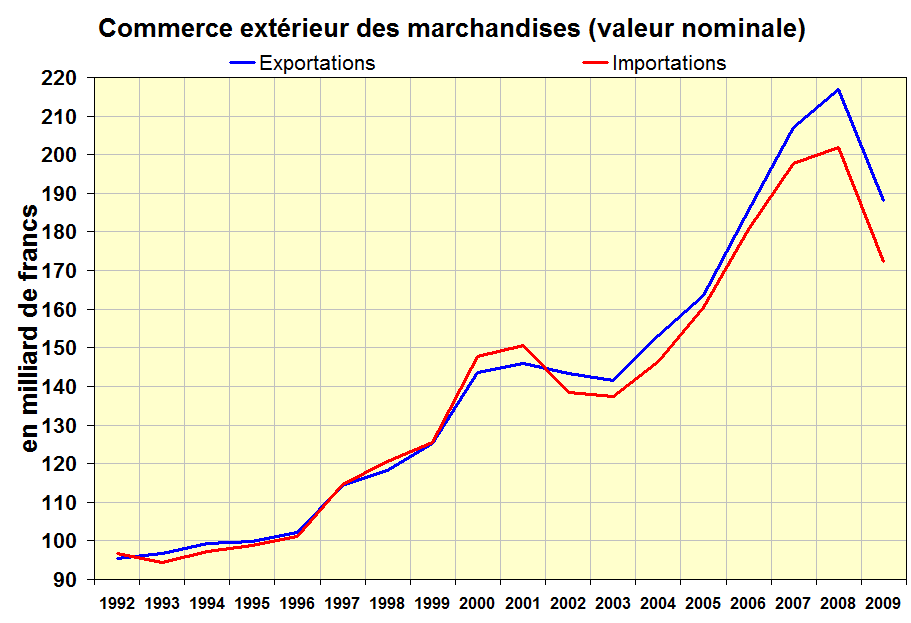
Commerce extérieur des marchandises suisses (valeur nominal) en milliards de francs entre 1992 et 2009.

En 2013, la Suisse enregistre un excédent commercial de 24 milliards de francs suisse. Le commerce extérieur par habitant, soit les importations et exportations cumulées, représente 46 561 francs par habitant.
Les exportations se sont élevées à 201 milliards de francs avec pour principaux clients, l'Allemagne (38 milliards de francs, 18,7 % du total), les États-Unis (23 milliards de francs, 11,6 %) et l'Italie (15 milliards de francs, 7,2 %). Les exportations représente 33,4 % du PIB du pays. La Suisse a importé pour un total de 178 en milliards de francs suisse, principalement d'Allemagne (52 milliards de francs, 29,2 %), d'Italie (18 milliards de francs, 10,3 %) et de France (15 milliards de francs, 8,3 %).
Il est à noter que la balance commerciale n'est pas, actuellement, un bon indicateur de la puissance commerciale d'un pays développé lorsqu'elle ne porte que sur l'échange de biens ou de marchandises. En effet, la progression continue de la part des services dans le PIB national a fait que les exportations de ces pays portent en grande partie sur l'immatériel.